# Софиени (Васлуј)
Софиени (рум. Sofieni) насеље је у Румунији у округу Васлуј у општини Такута. Oпштина се налази на надморској висини од 192 m.

## Становништво
Према подацима из 2002. године у насељу је живело 88 становника, од којих су сви румунске националности.